# Црква Светог оца Николаја Мирликијског Чудотворца у Клиновцу
Црква Светог оца Николаја Мирликијског Чудотворца у Клиновцу, насељеном месту на територији Општине Бујановац, православни је храм који припада Епархији врањској Српске православне цркве.
Црква посвећена Светом оцу Николају Мирликијском Чудотворцу саграђена је 1833. године на темељима старе, а освећена је исте године од стране тадашњег митрополита скопског.
Под кровним венцем налази се омањи крстолики отвор, а испод њега плитка полукружна ниша са натписом: 1926. године прерађена, за време тутура Тасе Антића, кмета Јована Ристић, а помоћа село Клиновац сазидано, молериста Ј. Вељковић, родом из Клиновца.
Јужно од апсиде налази се гроб обележен спомеником на којем стоји плоча с натписом: Овде почивају отац Величко Поповић свештеник, умро 1899, синови игуман Владимир Протић старешина манастира Светог Прохора Пчињског (проглашен за светитеља због мученичке смрти) следе три реда нечитког натписа - Рујну 1915. и Стоиљко В. Поповић свештеник, умро 16. јан. 1936. Споменик подижу захвални унуци и синови.
У олтару се чува стари путир са угравираном посветом: Архимандрит Данило Цветковић Хилендарац поклонио цркви Светог Николе у Клиновцу. Примите источника безсмертнаго вкусите тело Христово.
У цркви се налази иконостас са 42 иконе, као и зидно сликарство из 1853. године.
У периоду од 2005. до 2015. године урађен је оградни зид око порте и гробља поред цркве, извршено је партерно уређење и обновљена народна трпезарија са канцеларијом (крстионицом) за свештеника.